# Wallersbach (Roth)
Wallersbach (fränkisch: Walleaschba) ist ein Gemeindeteil der Kreisstadt Roth im Landkreis Roth (Mittelfranken, Bayern). Wallersbach liegt in der Gemarkung Eckersmühlen.

## Geografie
Die Einöde liegt inmitten des Waldes am Wallersbach, einem linken Zufluss der Roth. Westlich und östlich des Ortes liegen die „Wallersbachteiche“. Das Waldgebiet nördlich des Ortes heißt „Hirtenbrünnle“, das Waldgebiet südlich des Ortes „Zwölftagwerkholz“. Ein Anliegerweg führt nach Eckersmühlen zur Kreisstraße RH 7 (1,5 km nördlich).

## Geschichte
Der Ort wurde von der Stiftungsverwaltung Saueracker-Roth 1780 errichtet und gehörte zunächst zur politischen und kirchlichen Gemeinde Wallesau. Der Bach selber wurde 1384 als „Wallerspach“ erstmals urkundlich erwähnt. Benannt wurde der Bach nach einem Walher.
Gegen Ende des 18. Jahrhunderts gehörte Wallersbach zur Realgemeinde Eckersmühlen. Das Hochgericht übte das brandenburg-ansbachische Oberamt Roth aus. Das Anwesen wurde als Gastwirtschaft genutzt und hatte das Kastenamt Roth als Grundherrn. Unter der preußischen Verwaltung (1792–1806) des Fürstentums Ansbach erhielt Wallersbach die Hausnummern 53 und 54 des Ortes Eckersmühlen.
Von 1797 bis 1808 unterstand der Ort dem Justiz- und Kammeramt Roth. Im Rahmen des Gemeindeedikts wurde Wallersbach dem 1808 gebildeten Steuerdistrikt Eckersmühlen und der 1811 gegründeten Ruralgemeinde Eckersmühlen zugeordnet. Am 1. Mai 1978 wurde Wallersbach im Zuge der Gebietsreform in Bayern nach Roth eingegliedert.

## Einwohnerentwicklung
| Jahr      | 001818 | 001840 | 001861 | 001871 | 001885 | 001900 | 001925 | 001950 | 001961 | 001970 | 001987 |
| Einwohner | 14     | 6      | *      | 7      | 11     | 15     | 12     | 12     | 5      | 4      | *      |
| Häuser    | 3      | 2      |        |        | 2      | 2      | 2      | 2      | 2      |        | *      |
| Quelle    | [ 11 ] | [ 12 ] | [ 13 ] | [ 14 ] | [ 15 ] | [ 16 ] | [ 17 ] | [ 18 ] | [ 19 ] | [ 20 ] | [ 21 ] |

## Religion
Wallersbach ist evangelisch-lutherisch geprägt und war ursprünglich nach St. Maria (Wallesau) gepfarrt, seit Ende des 18. Jahrhunderts ist die Pfarrei Dreifaltigkeitskirche (Eckersmühlen) zuständig. Die Katholiken waren ursprünglich nach St. Johannes der Täufer (Hilpoltstein) gepfarrt, heute ist die Pfarrei Maria Aufnahme in den Himmel (Roth) zuständig.